# 观音山金足草
观音山金足草（学名：Strobilanthes feddei）是爵床科紫云菜属的植物，为中国的特有植物。分布于中国大陆的云南等地，生长于海拔2,300米的地区，目前尚未由人工引种栽培。